# کارلو کرماسکی
کارلو کرماسکی (انگلیسی: Carlo Cremaschi؛ زادهٔ ۲۷ ژانویهٔ ۱۹۹۲) بازیکن فوتبال اهل ایتالیا است.